# Smelowskia czukotica
Smelowskia czukotica är en korsblommig växtart som först beskrevs av Viktor Petrovitj Botjantsev och V.V. Petrovsky, och fick sitt nu gällande namn av Al-shehbaz och S.I. Warwick. Smelowskia czukotica ingår i släktet Smelowskia och familjen korsblommiga växter. Inga underarter finns listade i Catalogue of Life.